# Bengale
Pour l’article ayant un titre homophone, voir Bengal.
Pour les articles homonymes, voir Bengale (homonymie).

Carte de localisation du Bengale.

Le Bengale désigne aujourd'hui une zone géographique de l'est du sous-continent indien partagée entre l'Inde et le Bangladesh. Le nom de Bengale n'a pas recouvert exactement la même zone au fil des siècles. Cette zone recoupe également plus ou moins l'aire de distribution de la langue bengali. Au total, le Bengale historique couvre une superficie d'environ 250 000 kilomètres carrés, et de nos jours, l'État du Bangladesh recouvre plus de 50 % de la superficie du Bengale historique.

## La période ancienne

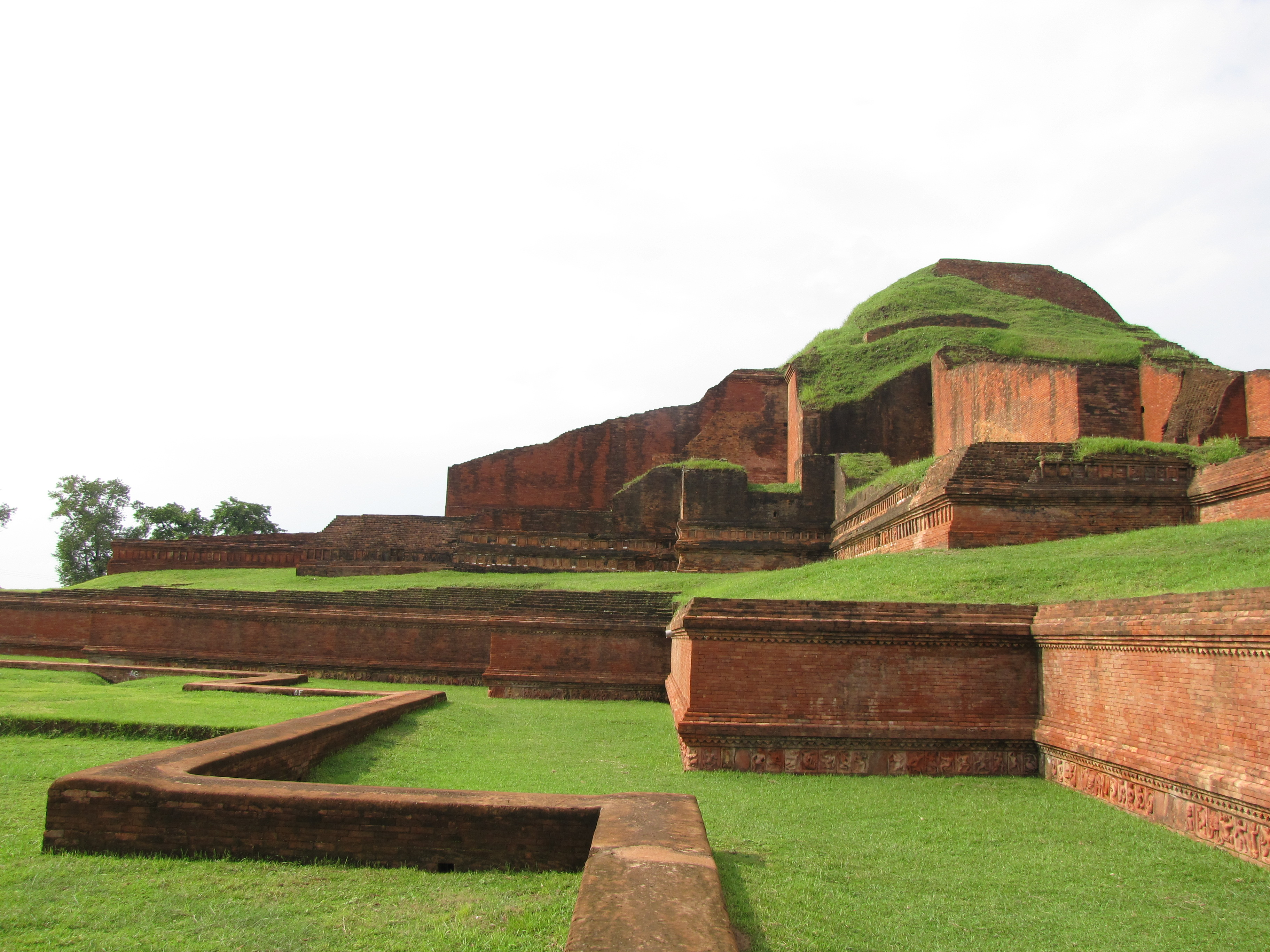
Le monastère bouddhiste de Somapura Mahavihara (Bangladesh)

Le Bengale devient une entité politique sous les rois bouddhistes Pala qui règnent du VIIIe au XIe siècle. C'est une période de développement de la langue et de la littérature bengalis, l'agriculture est florissante, le commerce encouragé. Ils sont bientôt remplacés par la dynastie hindoue des Sena, venue du Karnataka. Sous leur règne, l'influence du bouddhisme se réduit, le système des castes devient plus rigide, la bureaucratie, la féodalité se développent fortement, le pays cependant se referme sur lui-même et le commerce n'y jouit pas d'un grand prestige. C'est aussi la période où l'islam atteint le nord-est du sous-continent et s'installe dans le Magadha. À la fin de cette période ancienne, le Bengale possède ses propres langue et écriture, ses propres styles culturel et artistique, il est autosuffisant sur le plan alimentaire.

## La période médiévale

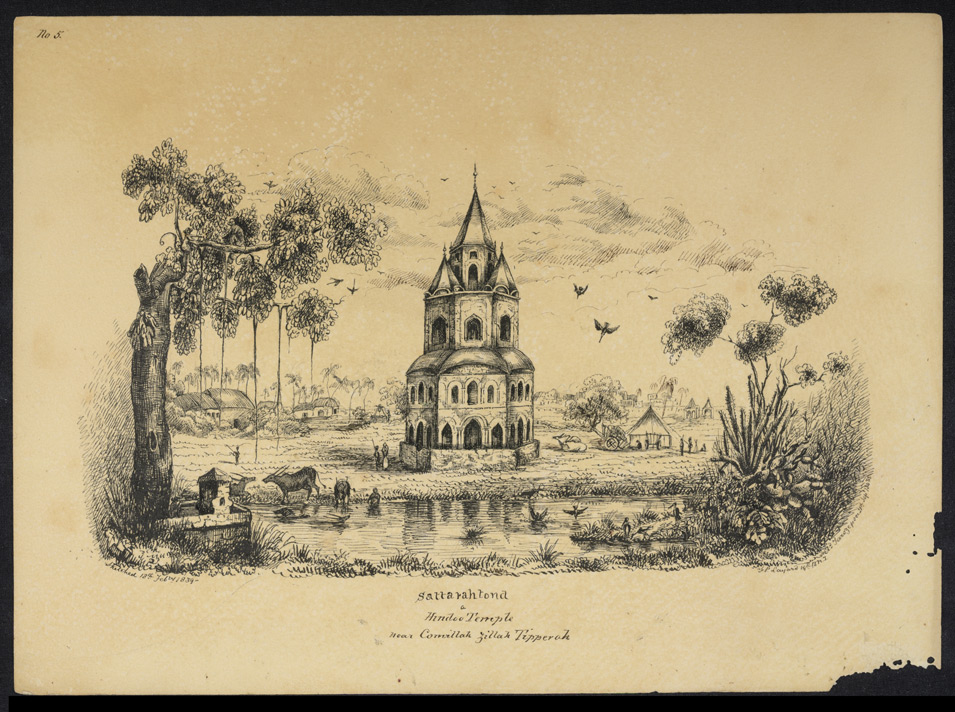
Le temple de Jagannath à Comilla.

Bien que présents en Inde depuis le VIIe siècle, les musulmans descendent lentement la vallée du Gange et n'arrivent en Inde de l'est qu'au XIIe siècle. Le Bengale est conquis par Muhammad Ghûrî vers 1199. Il devient alors dépendant du pouvoir en place à Delhi, son indépendance grandissant lorsque le pouvoir central faiblit. Lors de la conquête, entre 1200 et 1350, de nombreux « Dalits » (ou intouchables) vont se convertir à l'islam, en espérant accéder à un statut social meilleur, et pour accéder à des métiers qu'ils n'avaient pas le droit d'exercer (comme commerçant, par exemple). Les conversions vont se poursuivre, de 1350 à 1750.
Dès le début du XVe siècle s'affirme l'influence islamique. Sous la dynastie Ilyâs Shâhî (1339-1415 puis 1437-1487), Chamssoudine ou Shamsuddin Ilyas Shah installe le Sultanat du Bengale en 1352, celui-ci dure jusqu'à 1576. Le Bengale est alors une puissance forte et unie, interrompue par la parenthèse de la dynastie hindoue Ganesha, des propriétaires terriens qui s'emparent du pouvoir porté par le mécontentement dû à la mise à l'écart des hindous par le pouvoir musulman. La courte dynastie des Abyssins (1487-1493) est renversée par son ministre Husain shâh Hussain qui installe sa propre dynastie (1493-1538) et étend son territoire avec des portions du Bihâr et de l'Assam. Les Portugais s'installent au Bengale (Chittagong, 1537) durant cette période. Après la lutte pour le pouvoir entre Humâyûn et Sher Shâh Sûrî, le Bengale finit par devenir une province de l'Empire moghol, avec à leur tête des gouverneurs jouissant d'une certaine indépendance.

## La période moderne

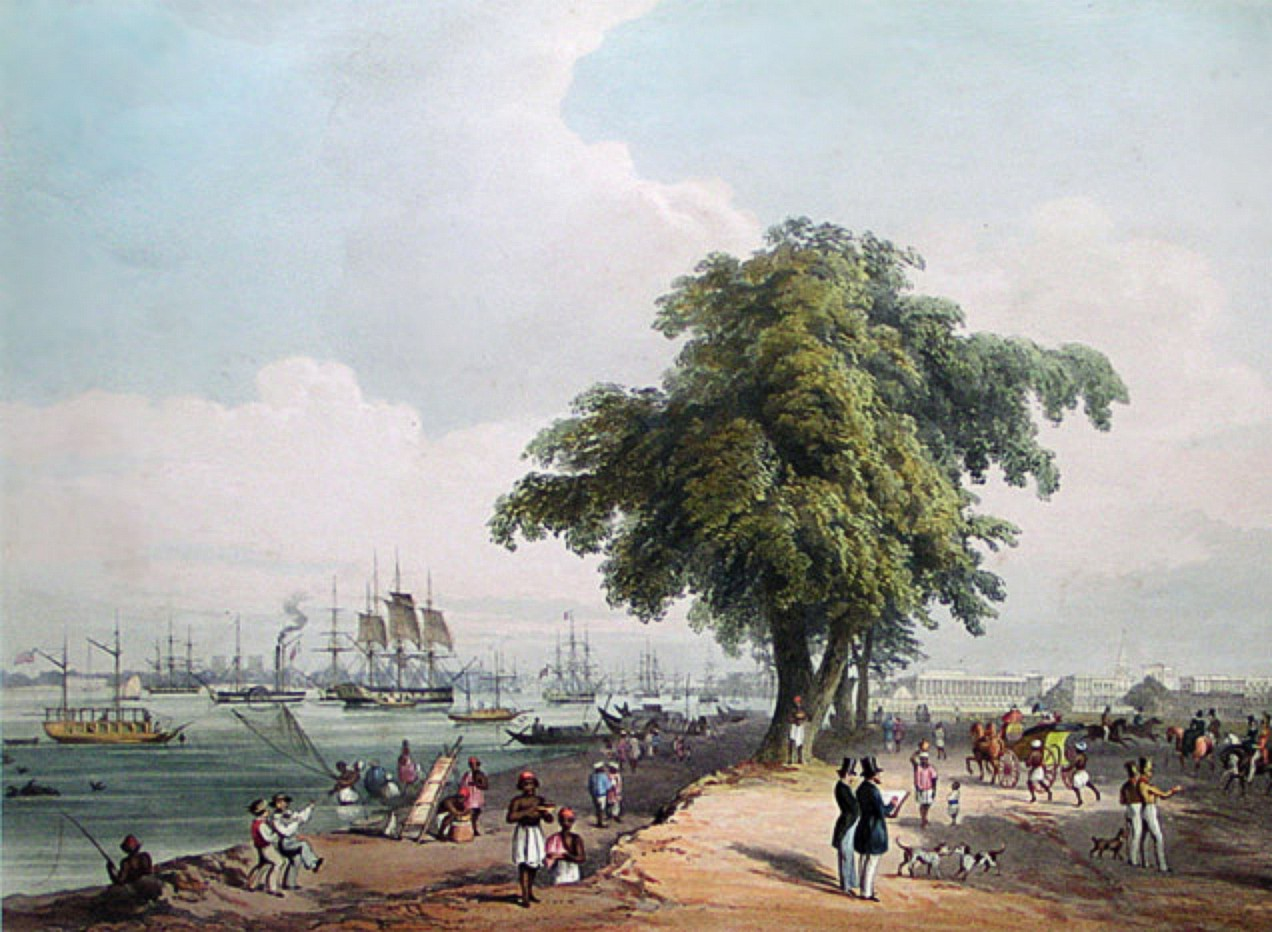
La ville et le port de Calcutta par Charles D'Oyly (1848)

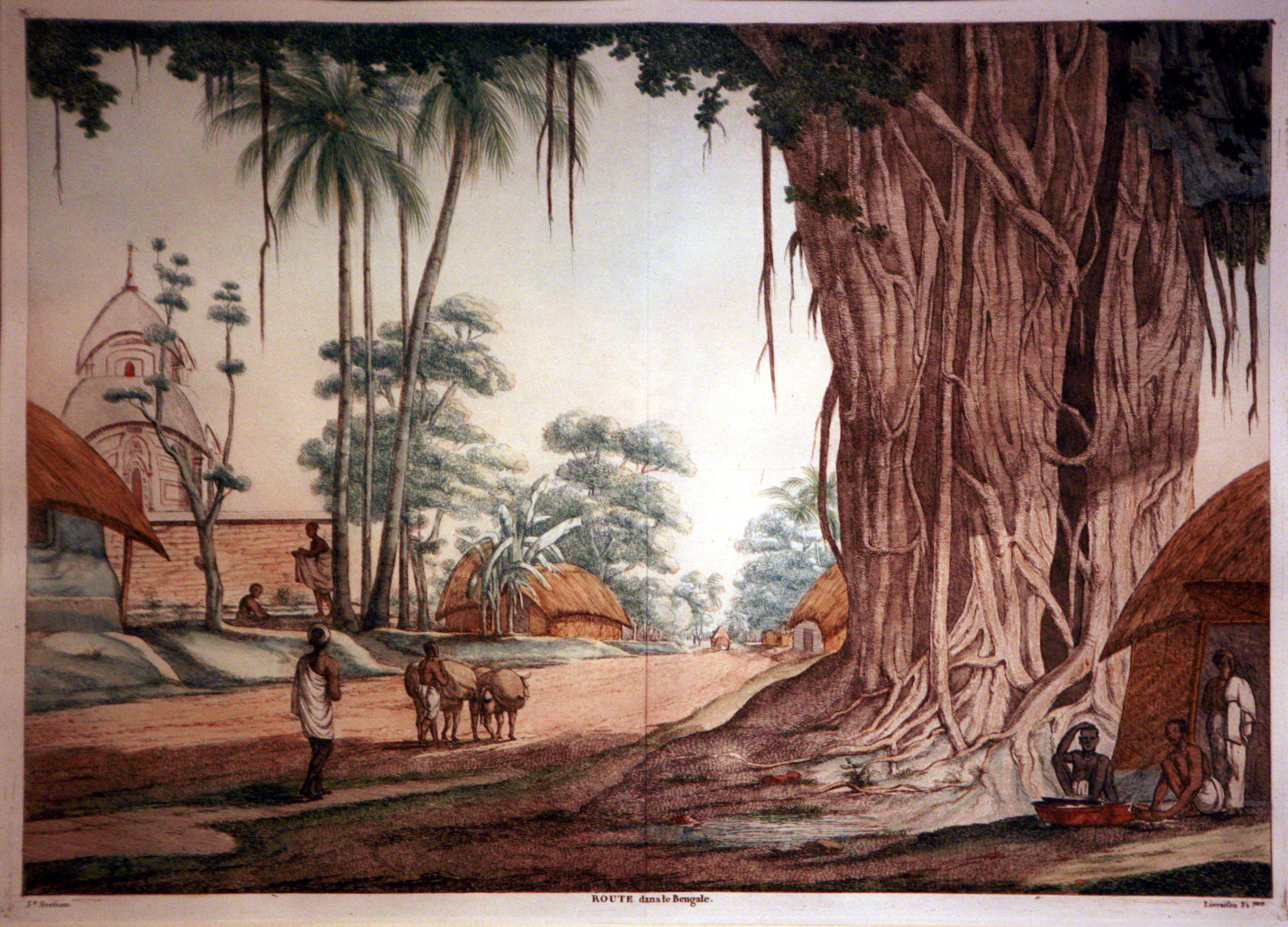
Frans Solvyns : Route dans le Bengale (eau-forte, vers 1800, Musée de la Compagnie des Indes).

Le 1er juin 1716, les Flamands y installent une colonie sur les bords du Gange.
Ayant été soigné par le chirurgien britannique Hamilton, l'empereur Farrukhsiyâr concède, en 1717, à ses compatriotes des avantages commerciaux importants.
En 1764, le moghol Shâh Âlam II accorde le diwani (revenus commerciaux) du Bengale, du Bihâr et de l'Orissa à la Compagnie anglaise des Indes orientales contre le paiement de 3 200 000 roupies par an. En 1769, les Britanniques restreignent les droits des Bengalis à commercialiser certains produits, la même année et la suivante, la terrible famine au Bengale de 1770 tue 10 millions de personnes, soit un tiers de la population. À partir de cette période, l'histoire du Bengale se confond avec celle de l'administration britannique et de ses gouverneurs généraux (1773-1833), d'emblée face à une grave crise financière qui provoque une série de faillites en Europe.

## LesPartitions

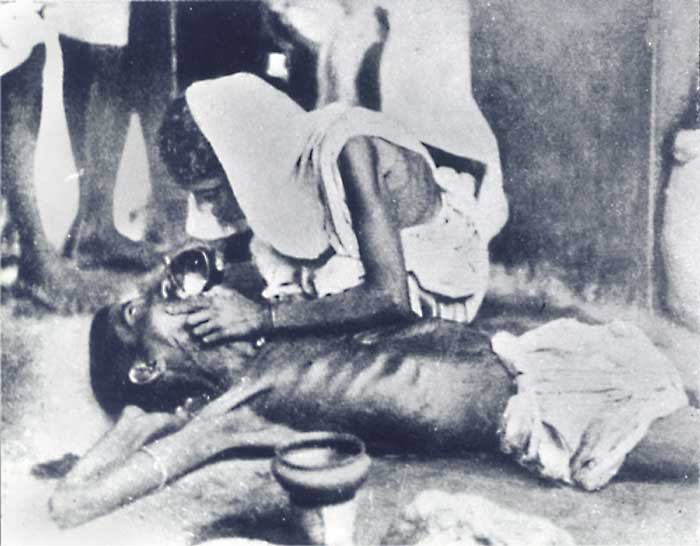
Victimes de la famine de 1943.

En 1905, le Bengale, considéré comme trop étendu pour pouvoir être administré correctement, fut divisé par Lord Curzon. La partition aboutit à la création de deux entités : un Bengale-Occidental comprenant l'État indien actuel groupé avec le Bihâr et l'Orissa, et un Bengale oriental, portant le nom d'Eastern Bengal and Assam (en) (Bengale-Oriental-et-Assam) et correspondant grossièrement au Bangladesh actuel, plus l'Assam, le Manipur, l'Arunachal Pradesh, le Nagaland, le Meghalaya et le Mizoram, avec pour capitale Dacca, dans l'actuel Bangladesh. Cette partition suscita un fort mécontentement chez les Bengalis, qui se sentaient atteints dans l'intégrité de leur nation, entraînant une vague de terrorisme contre l'administration britannique.
En 1915, la capitale de l'Empire passa de Calcutta à Delhi. En 1943, le Bengale connut une famine désastreuse dont le bilan est estimé entre 1,5 et 3 millions de morts.
Le Bengale connut une dernière partition lors de l'indépendance de l'Inde et la création du Pakistan en 1947. Le Bengale occidental devint un État indien et le Bengale oriental une province pakistanaise. Cette dernière devint le Pakistan oriental en 1956, puis obtint son indépendance en 1971 sous le nom de Bangladesh.
De nos jours, 60 % des Bengalis, répartis entre le Bangladesh, le Bengale-Occidental et le reste de l'Inde, et quelques groupes réfugiés au Pakistan après 1971, sont musulmans. Environ 38 % sont hindouistes, et sont surtout présents au Bengale-Occidental, au Bangladesh, dans le reste de l'Inde, et en Grande-Bretagne.
Moins de 2 % des Bengalis appartiennent à d'autres confessions, dont des chrétiens.